# Eritropoietină

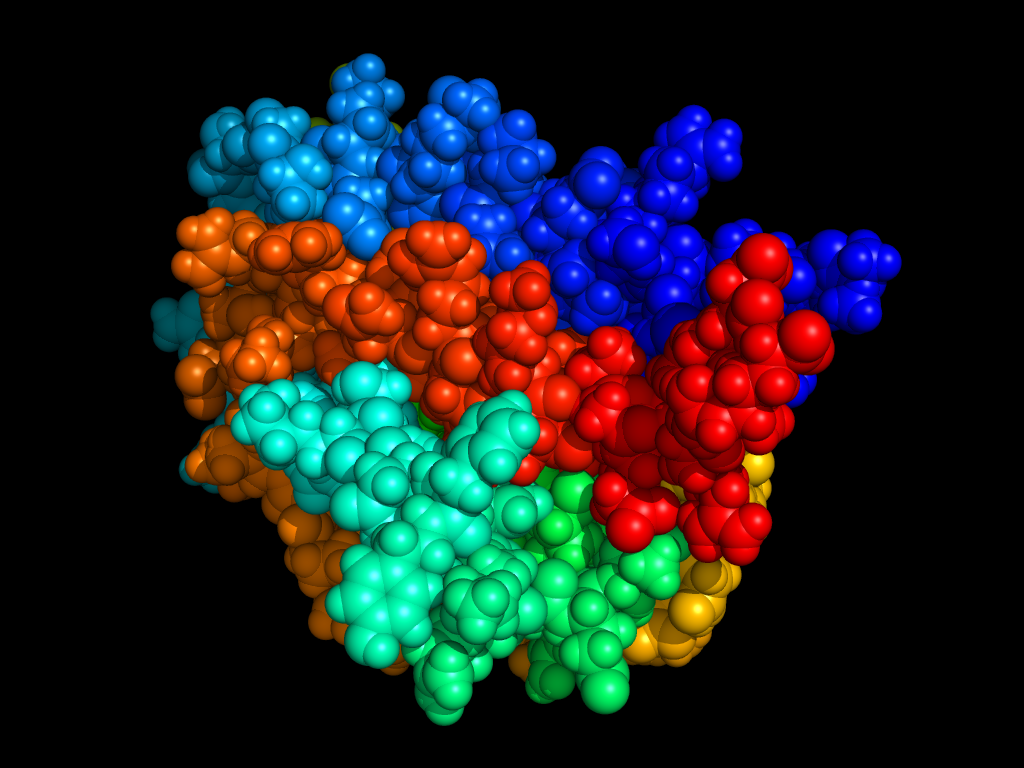
Structura spațială a eritropoietinei

Eritropoetina este un hormon glicoproteic care are controlul sintezei eritrocitelor. Este o citokină pentru precursorii seriei eritrocitare din măduva osoasă hematogenă. Mai este numită și hematopoietină sau hemopoietină.
Aceasta este produsă de către capilarele peritubulare aflate la nivelul capsulei renale și la nivel hepatic fiind hormonul tisular care reglează producerea de eritrocite în corpul uman.  De asemenea pe lângă rolul în formarea eritrocitelor mai posedă și un rol important în răspunsul creierului în afecțiunile neuronale cât și în procesul de coagulare sanguină și hemostază.
Aportul exogen de eritropoietină în corpul uman ca agent de dopaj, se face clasificarea acesteia ca și agent stimulant eritropoietic. Prezența aportului exogen de eritropoietină în sânge poate fi ușor depistată datorită unor modificări conformaționale proteice.